# Cyatholaimus gracilis
Cyatholaimus gracilis är en rundmaskart som först beskrevs av Eberth 1863.  Cyatholaimus gracilis ingår i släktet Cyatholaimus och familjen Cyatholaimidae. Arten är reproducerande i Sverige. Inga underarter finns listade i Catalogue of Life.